# 迷你模型公園
迷你模型公園（Miniature park）是指大量展示將景觀按照一定比例縮小的公園。大多數迷你模型公園都仿照實際存在的景觀修建，可說是一種野外博物館。有時原本的景觀因為事件和老化而消失不見，這是模型公園內複製的景觀就成為珍貴的史料。模型公園的歷史起源自19世紀後期的歐洲，當時的大型展覽會已經開始展示一些著名景觀的模型。1930年代，英國開設了世界首個常設型迷你模型公園Bekonscot。一般歐洲和亞洲的模型公園的比例多是25分之1，北美多是12分之1。

## 著名迷你模型公園

### 亚洲
日本
- 东武世界广场

中国大陆
- 深圳世界之窗
- 长沙世界之窗
- 北京世界公園

台湾
- 小人國主題樂園

印尼
- 美丽的印度尼西亚缩影公园

### 欧洲
荷兰
- 馬德羅丹

比利时
- 迷你歐洲

德国
- 微缩景观世界

奥地利
- 迷你世界